# Heike Solga

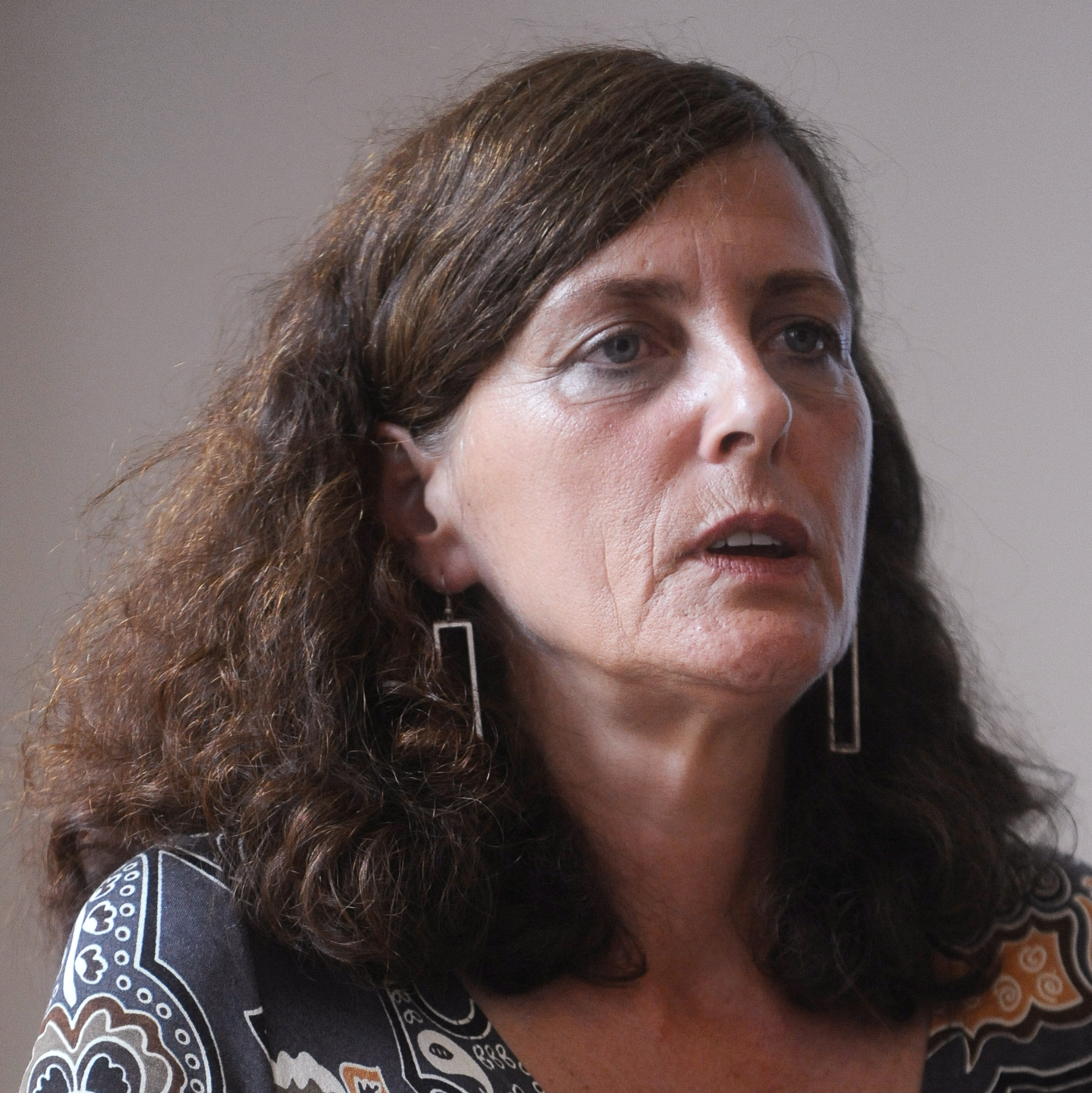
Heike Solga, 2015

Heike Solga (* 1964 in Ost-Berlin) ist eine deutsche Soziologin. Sie ist Professorin an der Freien Universität Berlin und Direktorin der Abteilung „Ausbildung und Arbeitsmarkt“ am Wissenschaftszentrum für Sozialforschung in Berlin.

## Leben und Wirken
Heike Solga wuchs in der DDR im Ostteil Berlins auf. Sie studierte Soziologie an der Humboldt-Universität zu Berlin und der Stanford University und schloss 1991 ab. Ihre Dissertation mit dem Titel „Auf dem Weg in eine klassenlose Gesellschaft? Klassenlagen und Mobilität zwischen Generationen in der DDR“ verfasste sie am Max-Planck-Institut für Bildungsforschung in Berlin. Sie wurde 1994 von der Freien Universität Berlin angenommen. 2003 wurde Heike Solga mit der Schrift „Ohne Abschluss in die Bildungsgesellschaft. Die Erwerbschancen gering qualifizierter Personen aus soziologischer und ökonomischer Perspektive“ ebenfalls an der Freien Universität Berlin habilitiert. Zwischen 1999 und 2005 war Solga Leiterin einer "Selbständigen Nachwuchsgruppe" am Max-Planck-Institut für Bildungsforschung.
Heike Solga hatte Gastprofessuren an der ETH Zürich, der Universität Zürich und der Yale University. 2004 bis 2005 war sie Professorin an der Universität Leipzig, 2005 bis 2008 an der Georg-August-Universität Göttingen. Seit 2008 ist Solga Professorin für Soziologie mit Schwerpunkt Arbeit, Arbeitsmarkt und Beschäftigung an der Freien Universität Berlin und Direktorin der Abteilung „Ausbildung und Arbeitsmarkt“ am Wissenschaftszentrum Berlin für Sozialforschung. Sie ist Mitglied der Grundwertekommission der SPD.

## Auszeichnungen und Ehrungen
- 2013 erhielt Heike Solga den Berliner Wissenschaftspreis.[4]
- 2018 wurde sie in die Berlin-Brandenburgische Akademie der Wissenschaften gewählt.
- 2023 wurde sie mit dem Bundesverdienstkreuz am Bande ausgezeichnet.[5]

## Publikationen (Auswahl)
- Rolf Becker und Heike Solga (Hrsg.): Soziologische Bildungsforschung. Sonderheft der Kölner Zeitschrift für Soziologie und Sozialpsychologie 52. Wiesbaden: Springer VS Verlag 2012.
- Heike Solga: Ohne Abschluss in die Bildungsgesellschaft. Die Erwerbschancen gering qualifizierter Personen aus ökonomischer und soziologischer Perspektive. Opladen: Verlag Barbara Budrich 2005.
- Heike Solga: Auf dem Weg in eine klassenlose Gesellschaft? Klassenlagen und Mobilität zwischen Generationen in der DDR. Berlin: Akademie Verlag 1995.